# Baiyang, Hubei
Baiyang är en köping i Kina. Den ligger i provinsen Hubei, i den centrala delen av landet, omkring 270 kilometer väster om provinshuvudstaden Wuhan. Antalet invånare är 37 444. Befolkningen består av 18 533 kvinnor och 18 911 män. Barn under 15 år utgör 9,0 %, vuxna 15-64 år 77 %, och äldre över 65 år 13,0 %.
Runt Baiyang är det tätbefolkat, med 331 invånare per kvadratkilometer. Närmaste större samhälle är Zhicheng, 14,1 km söder om Baiyang. Trakten runt Baiyang består huvudsakligen av våtmarker.
Genomsnittlig årsnederbörd är 1 313 millimeter. Den regnigaste månaden är maj, med i genomsnitt 197 mm nederbörd, och den torraste är december, med 17 mm nederbörd.